# 謝爾蓋·亞斯特任布斯基

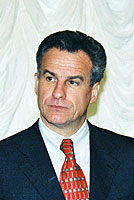
謝爾蓋·亞斯特任布斯基

謝爾蓋·弗拉基米羅維奇·亞斯特任布斯基（俄语：Сергей Владимирович Ястржембский，羅馬化：Sergey Vladimirovich Yastrzhembskiy，1953年12月4日—），生於莫斯科的波蘭家庭，俄羅斯聯邦政治人物、外交家。1976年畢業於莫斯科國立國際關係學院。

## 外部連結
- 官方網站
- Spokesman sacked by Yeltsin（页面存档备份，存于）
- Grzegorz Ślubowski, Przyjaciele Moskale, Wprost Nr 3, 2008, 106-107